# Amadou Mar Ndiaye
Pour les articles homonymes, voir Amadou Ndiaye et Ndiaye.
Amadou Mar Ndiaye est le fils du prince Mar Dyelen Ndiaye qui est le petit-fils du Bourba Djolof Birame Penda Ndiémé, et de la linguère Arame Dieng. 

## Biographie
Son histoire reste mal connue bien qu'il soit un héros de la résistance contre la pénétration coloniale au Sénégal et en Afrique de l'ouest.
Il est né en exil à Saint-Louis vers les années 1840, son aïeul s'y étant réfugié via le Gandiol à la suite de la guerre civile qui éclata au Djolof vers la fin du XVIIe siècle entre les princes de la lignée paternelle (Ndiaye) et ceux des matrilignages (Diop, Fall, Niang et Ndao) qui leur disputaient le trône.          
Ayant grandi dans sa ville natale, il apprit l'arabe et le français qu'il maitrisait parfaitement. Il fut employé dans un comptoir de la côte pour qui il opérait des transactions dans la zone de Saint-Louis et à Tassinère où il s'établit dans le cadre du commerce du sel. Il consacra des années à faire des études historiques sur l'histoire de sa famille et trouva la raison de l'exil de son aïeul dans la capitale de la colonie.
Des années plus tard, Alboury Ndiaye Seynabou à la faveur d'un recrutement de mercenaires se lança à la reconquête du Djolof qui était alors sous la domination du marabout peul Amadou Cheikhou Dème. Ce dernier s'était emparé de tout le royaume à partir de Linguère à la faveur des conflits internes qui n'avaient fait que s'intensifier depuis un siècle et demi.  
Arrivé à Dahra Djolof, Amadou Ndiaye adressa une lettre en arabe à son frère Alboury qui le reçut à Yang-Yang avec tous les honneurs. 
Le royaume retrouva l'ordre et la paix pendant quelques années, mais c'était sans compter avec les Français qui étaient décidés à écraser toute velléité de résistance. Les autorités coloniales lancèrent partout des attaques contre les troupes du Djolof obligeant la plupart des combattants à déposer les armes. Malgré une résistance acharnée, il devint quasi impossible de poursuivre la lutte dans ces conditions. Alors Alboury décida d'organiser une expédition vers Ségou avec son frère Amadou Ndiaye Mar et d'autres proches et fidèles. 
L'itinéraire fut gardé secret et des éclaireurs furent dépêchés enfin de relever les endroits où ils pourraient faire halte et s'approvisionner en vivres et en chevaux.
Après plusieurs jours de marche, l'expédition arriva à Bakel alors sous les eaux et pratiquement coupé de toutes communications extérieures. À cela s'ajouta une pluie continuelle qui sévissait jour et nuit. Beaucoup de vivres et munitions furent sacrifiés à la boue et des chevaux tombèrent pour ne plus se relever. Certains cavaliers se réfugièrent même dans les villages environnants.        
Dans la région du Boundou, ils firent une halte de cinq jours pour réparer leurs forces et se pourvoir en nourriture en remplacement de leurs réserves perdues. Le tiers des chevaux fut vendu ou échangé contre des moutons, des chèvres, du mil ou d'autres produits de première nécessité. Quant aux cavaliers, il fut décidé qu'ils monteraient les chevaux à tour de rôle durant le reste du chemin.
Instruit de l'affaire, le gouverneur de Saint-Louis envoya un télégramme au commandant du fort de Podor pour lui ordonner de joindre ses forces à ceux du fort de Bakel pour barrer la route à l'expédition qui  risquait de faire jonction avec les troupes de Amadou Cheikhou, fils du célèbre marabout conquérant Cheikh Omar Al Foutyou Tall. 
Les saint-louisiens en résidence à Kaye envoyèrent un émissaire à Alboury dans le plus grand secret pour l'informer du danger. En plus du manque de vivres, de munitions et de l'insuffisance des chevaux, l'expédition était en passe de subir une attaque qui lui serait fatale à coup sur. La panique s'empara rapidement du groupe. Les cavaliers dépourvus de montures et les malades se débarrassèrent de leurs armes et de leurs gris-gris et prirent par petits groupes de trois à cinq personnes des directions différentes afin de pouvoir traverser le fleuve en toute sécurité, sans éveiller les soupçons. 
Dans la nuit, le reste de l'expédition leva le camp. Les fantassins furent les premiers à reprendre la marche. Au moment de seller les chevaux, Amadou Ndiaye remarqua que le pur-sang d'Alboury boitait de la patte gauche, alors il mena son propre pur-sang tout blanc vers Alboury et lui dit :
"Mon frère! Prends ce cheval-ci et sauve-toi des Français, moi j'attendrai ici avec le reste des munitions en position défensive en attendant que vous traversiez la frontière."
Alboury lui répondit :
« Partons tous renforcer les guerriers de l'islam de Amadou Cheikhou Tall, l'avenir en parlera ».
Le jour suivant, Amadou traça un plan de repli vers le nord du pays, par la traversée du fleuve, guidé par un émissaire mandaté par ses frères saint-louisiens, commerçants et fonctionnaires, en résidence à  Kaye.                                              
Après la disparition d'Alboury Ndiaye, Amadou Ndiaye se réfugia pendant un an dans la cité de Médina Khasso (Médine) au Mali. Finalement, il s'en retourna à Saint-Louis où il mourut.